# Temple de Nebwenenef
El Temple de Nebwenenef fou un temple construït per l'oficial egipci Nebwenenef, que va obtenir el permís del faraó per erigir el seu propi temple, favor bastant excepcional. Es troba prop de Dra Abu al-Naga i prop del temple de Seti I. En aquest temple es van trobar dos colossos de Ramsès II. La resta del temple està destruïda.
Nebwenenef era sacerdot de Onuris i Hathor a Denderah. Al començar el regnat de Ramsès II era primer profeta d'Amon.